# Nazionale maschile di pallavolo della Moldavia
La nazionale di pallavolo maschile della Moldavia è una squadra europea composta dai migliori giocatori di pallavolo della Moldavia ed è posta sotto l'egida della Federazione pallavolistica della Moldavia.

## Risultati
La nazionale di pallavolo maschile della Moldavia non ha mai partecipato ad alcuna competizione.